# 보령해양경찰서
보령해양경찰서(保寧海洋警備安全署, Boryeong Coast Guard)는 해상경비, 해양안전 관리, 해상치안질서 유지, 해양오염 방지 등의 업무를 수행하기 위하여 설립된 중부지방해양경찰청 소속의 특별지방행정기관으로 보령해양경찰서장은 총경(4급 상당)으로 보한다.

## 조직
| - 경무기획과 - 경무기획계 - 경리계 - 장비보급계 - 정보통신계 | - 경비구난과 - 경비구난계 - 상황실 - 122구조대 | - 해상안전과 - 안전관리계 - 교통레저계 | - 정보수사과 - 수사계 - 형사계 - 정보보안계 - 외사계 | - 해양오염방제과 - 방제계 - 예방지도계 |

## 소속기관
- 대천파출소
- 홍원파출소
- 홍성파출소
- 오천파출소
- 장항파출소